# Liste der Chefs des Bundeskanzleramts

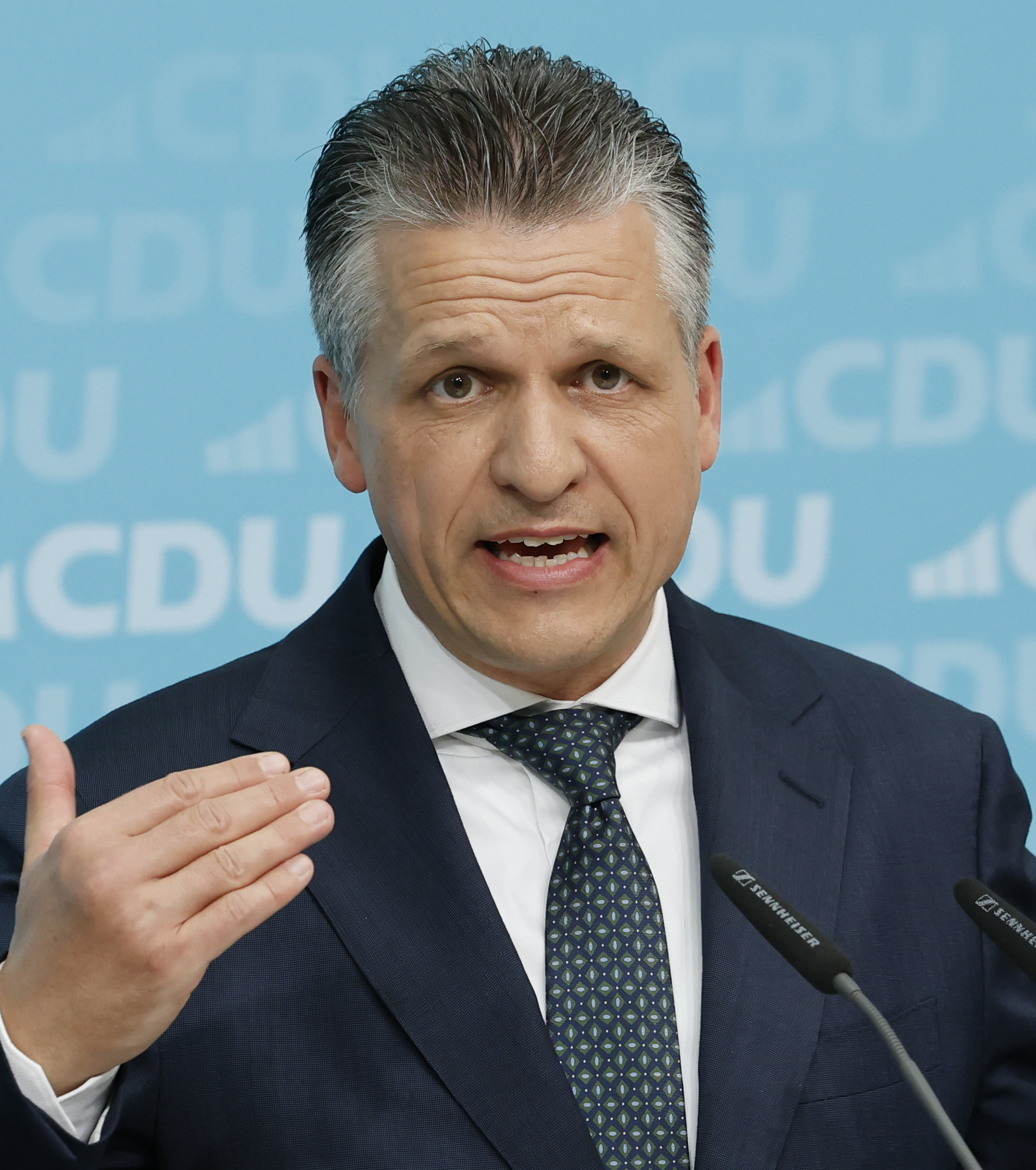
Thorsten Frei (CDU), Chef des Bundeskanzleramts

In Deutschland ernennt der Bundeskanzler zum Chef des Bundeskanzleramts entweder einen Staatssekretär; in diesem Falle unterliegt der Amtsinhaber dem Bundesbeamtengesetz und kann vom Bundeskanzler als sogenannter politischer Beamter gemäß §§ 31 ff. BRRG in Verbindung mit § 36 Abs. 1 Nr. 1 BBG eingesetzt werden, oder er bestellt einen Bundesminister für besondere Aufgaben, dessen Stellung einem öffentlich-rechtlichen Amtsverhältnis entspricht. In den Medien und der Öffentlichkeit ist daher auch die inoffizielle Bezeichnung Kanzleramtsminister gebräuchlich.
| Name                     | Amtszeit (Beginn) | Amtszeit (Ende)    | Kabinett                | Partei    | Rang                                                                                                 |
| ------------------------ | ----------------- | ------------------ | ----------------------- | --------- | --- |
| Franz-Josef Wuermeling   | 12. Oktober 1949  | 14. Januar 1951    | Adenauer I              | CDU       | mit der Wahrnehmung der Geschäfte des Staatssekretärs beauftragt                                     |
| Otto Lenz                | 15. Januar 1951   | 19. September 1953 | Adenauer I              | CDU       | mit der Wahrnehmung der Geschäfte des Staatssekretärs beauftragt; ab 23. Mai 1951 als Staatssekretär |
| Hans Globke              | 27. Oktober 1953  | 15. Oktober 1963   | Adenauer I, II, III, IV | CDU       | Staatssekretär                                                                                       |
| Ludger Westrick          | 18. Oktober 1963  | 1. Dezember 1966   | Erhard I, II            | CDU       | Staatssekretär; ab 16. Juni 1964 als Bundesminister für besondere Aufgaben                           |
| Werner Knieper           | 13. Dezember 1966 | 31. Dezember 1967  | Kiesinger               | parteilos | Staatssekretär                                                                                       |
| Karl Carstens            | 1. Januar 1968    | 22. Oktober 1969   | Kiesinger               | CDU       | Staatssekretär                                                                                       |
| Horst Ehmke              | 22. Oktober 1969  | 15. Dezember 1972  | Brandt I                | SPD       | Bundesminister für besondere Aufgaben                                                                |
| Horst Grabert            | 18. Dezember 1972 | 15. Mai 1974       | Brandt II               | SPD       | Staatssekretär                                                                                       |
| Manfred Schüler          | 16. Mai 1974      | 1. Dezember 1980   | Schmidt I, II           | SPD       | Staatssekretär                                                                                       |
| Manfred Lahnstein        | 1. Dezember 1980  | 28. April 1982     | Schmidt III             | SPD       | Staatssekretär                                                                                       |
| Gerhard Konow            | 28. April 1982    | 4. Oktober 1982    | Schmidt III             | parteilos | Staatssekretär                                                                                       |
| Waldemar Schreckenberger | 4. Oktober 1982   | 15. November 1984  | Kohl I, II              | CDU       | Staatssekretär                                                                                       |
| Wolfgang Schäuble        | 15. November 1984 | 21. April 1989     | Kohl II, III            | CDU       | Bundesminister für besondere Aufgaben                                                                |
| Rudolf Seiters           | 21. April 1989    | 26. November 1991  | Kohl III, IV            | CDU       | Bundesminister für besondere Aufgaben                                                                |
| Friedrich Bohl           | 26. November 1991 | 27. Oktober 1998   | Kohl IV, V              | CDU       | Bundesminister für besondere Aufgaben                                                                |
| Bodo Hombach             | 27. Oktober 1998  | 31. Juli 1999      | Schröder I              | SPD       | Bundesminister für besondere Aufgaben                                                                |
| Frank-Walter Steinmeier  | 1. August 1999    | 22. November 2005  | Schröder I, II          | SPD       | Staatssekretär                                                                                       |
| Thomas de Maizière       | 22. November 2005 | 28. Oktober 2009   | Merkel I                | CDU       | Bundesminister für besondere Aufgaben                                                                |
| Ronald Pofalla           | 28. Oktober 2009  | 17. Dezember 2013  | Merkel II               | CDU       | Bundesminister für besondere Aufgaben                                                                |
| Peter Altmaier           | 17. Dezember 2013 | 14. März 2018      | Merkel III              | CDU       | Bundesminister für besondere Aufgaben                                                                |
| Helge Braun              | 14. März 2018     | 8. Dezember 2021   | Merkel IV               | CDU       | Bundesminister für besondere Aufgaben                                                                |
| Wolfgang Schmidt         | 8. Dezember 2021  | 6. Mai 2025        | Scholz                  | SPD       | Bundesminister für besondere Aufgaben                                                                |
| Thorsten Frei            | 6. Mai 2025       | amtierend          | Merz                    | CDU       | Bundesminister für besondere Aufgaben                                                                |